# Le Rapace nocturne
Le Rapace nocturne (titre original : The Night Flier) est une nouvelle de Stephen King qui fait partie du recueil Rêves et Cauchemars publié en 1993. Elle a été publiée pour la première fois en 1988 dans l'anthologie Prime Evil. Il est extrait du recueil "Les dents de la nuit petite anthologie <<vampirique>> 

## Résumé
Richard Dees est un journaliste cynique et sans scrupules qui travaille pour le tabloïd Inside View. Il se lance sur la piste d'un tueur en série qui se déplace à bord d'un Cessna Skymaster et a déjà fait quatre victimes dans des petits aéroports. Dees suspecte que le tueur se prend pour un vampire et mène l'enquête dans les aérodromes de Falmouth, Alderton (dans le nord de l'État de New York) et Duffrey (dans le Maryland) en voyageant à bord de son Beechcraft. Il y recueille plusieurs témoignages qui le confortent dans ses convictions et le conduisent à l'aérodrome de Wilmington.
Dees atterrit à Wilmington à la tombée de la nuit et au milieu d'un violent orage. Il entend des hurlements et découvre que plusieurs personnes viennent d'être massacrées. Après avoir pris plusieurs photographies, il va aux toilettes pour vomir et y tombe nez à nez avec le tueur, qui s'avère être réellement un vampire. Ce dernier prévient Dees d'arrêter de le suivre et détruit sa pellicule photographique avant de repartir dans son avion. La police arrive peu après et arrête Dees.  

## Genèse
La nouvelle est parue initialement dans l'anthologie Prime Evil éditée par Douglas E. Winter en juin 1988. Cette anthologie a été traduite en français en 1990 sous le titre Treize histoires diaboliques, le titre de la nouvelle de Stephen King étant dans ce livre L'Oiseau de nuit. Stephen King a profondément remanié le texte de sa nouvelle avant de l'inclure dans son recueil Rêves et Cauchemars.

## Intertextualité
Le personnage de Richard Dees est apparu pour la première fois dans le roman Dead Zone où il cherchait à obtenir une interview de Johnny Smith. Le vampire prend le pseudonyme de Dwight Renfield, clin d'œil à la fois à R. M. Renfield, personnage du roman Dracula, et à Dwight Frye, acteur ayant incarné Renfield dans le film Dracula (1931). Dans la postface de Rêves et Cauchemars, Stephen King laisse entendre que le vampire de cette histoire et celui de Popsy, nouvelle du même recueil, sont le même individu. Kim Newman reprend le personnage dans sa nouvelle You Are the Wind Beneath My Wings, dans laquelle il travaille pour « la Boîte » et fait équipe avec Rainbird, personnage de Charlie.

## Distinctions
Le Rapace nocturne a été nommé pour le prix Bram Stoker de la meilleure nouvelle longue 1988.

## Adaptations
Les Ailes de la nuit (The Night Flier) est un film réalisé par Mark Pavia en 1997 avec Miguel Ferrer dans le rôle de Richard Dees.